# Heidemarie Bártová
Heidemarie Bártová (roz. Grecká) (* 13. března 1965, Ústí nad Labem) je bývalá československá reprezentantka ve skocích do vody. Věnovala se zejména skokům z prkna. Na vrcholné akci reprezentovala již jako patnáctiletá na olympijských hrách 1980 v Moskvě, skončila tam třináctá. Medailového úspěchu dosáhla na mistrovství světa v roce 1991. V nově zavedené disciplíně – skocích z metrového prkna získala bronzovou medaili. Byla to teprve druhá medaile pro Československo v historii světových plaveckých šampionátů (po stříbru Mileny Duchkové z roku 1973). O rok později na olympiádě v Barceloně skončila ve skocích z třímetrového prkna těsně pod stupni vítězů na čtvrtém místě. Začátkem devadesátých let se její obličej stal známý díky televizní reklamě na šampón, když se stala průkopnicí účinkování sportovních hvězd v reklamě v Československu. 